# Entscheidungsneutralität
| Entscheidungsneutralität    | Entscheidungsneutralität    | Entscheidungsneutralität    |
| --------------------------- | --------------------------- | --------------------------- |
| {\displaystyle \Downarrow } | {\displaystyle \Downarrow } | {\displaystyle \Downarrow } |
| Investitionsneutralität     | Finanzierungsneutralität    | Rechtsformneutralität       |

In der Betriebswirtschaftslehre heißen Steuern entscheidungsneutral, wenn sie die relativen Preise auf dem Markt nicht verändern.
Entscheidungsneutrale Steuern lassen insbesondere Investitions-, Finanzierungs- und Rechtsformsentscheidungen der Unternehmen unbeeinflusst. Daher wird Entscheidungsneutralität als wichtige Leitlinie der Steuerpolitik angesehen.
Private Haushalte ändern ihre Entscheidungen allerdings nicht nur, wenn Steuern die relativen Preise verzerren, sondern auch aufgrund von Einkommenseffekten der Besteuerung. Aus diesem Grund ist der betriebswirtschaftliche Begriff der Entscheidungsneutralität nur in Bezug auf Unternehmen sinnvoll. Er entspricht dem volkswirtschaftlichen Begriff der Produktionseffizienz.